# Lucius III
Lucius III — компьютерная приключенческая игра, разработанная и изданная студией Shiver Games в 2018 году. Является продолжением игры Lucius II.

## Сюжет
Игра является прямым продолжением Lucius II: The Prophecy. Люциус прибывает в свой родной город вместе с детективом Макгаффином, где они расследуют серию убийств, совершённых, чтобы сломать семь печатей свитка[какого?] и начать конец света.

## Разработка и выход
Игра была анонсирована в конце августа 2018 года. Выпуск игры на Windows состоялся 14 декабря 2018 года.

## Отзывы критиков
| Иноязычные издания | Иноязычные издания |
| Издание            | Оценка             |
| ------------------ | ------------------ |
| CD-Action          | 20/100             |
| Adventure Gamers   | [ 7 ]              |
| Gamepitt           | 4/10               |

Польский журнал CD-Action назвал игру «возмутительно глючной», сравнив её с музеем, в котором собраны все баги и ошибки, которые только может допустить разработчик.
Натаниэль Беренс из Adventure Gamers назвал игру безуспешной попыткой исправить ошибки Lucius II.
Никола Прагнелл с сайта Gamepitt оценил игру на 4/10, отметив, что ему понравились первоначальные трейлеры и скриншоты, однако проект не оправдал ожиданий.